# Pol (toponiem)
Het woord pol, ook paal, pool, soms poel, verwijst naar een natuurlijke hoogte, een lage wierde, een stuk aangeslibd land of een eilandje. Het Oudnederlandse woord is polle: 'pol, heuveltje, (door water omgeven) verhoging in het landschap'. Middelnederlands pol kan staan voor een 'eilandje, hetzij laagliggend, door aanslibbing gevormd, land', maar ook voor een '(begroeid) zandheuveltje of hoogte'. Het komt vooral voor in de plaatsnaam De Pol. Het moet niet verward worden met de toponiemen poel ('waterig gebied') of peel ('drassig veenland'), in Oost-Friesland ook wel pohl genoemd.

## Groningen
In Groningen werden lage – veelal niet meer bewoonde – wierden werden soms pol, pool, paal of poel genoemd. Daarvan afgeleid zijn namen als De Palen, Poelweg (Zandeweer), Polleweg (Zijldijk), en Palvenne (Huizinge). Aan de Dijkumerweg te Garsthuizen lag de boerderij ’Paelsterheerd’ oftewel up Pale, waarvan de bewoners al rond 1300 worden vermeld. Onder Kantens bevonden zich rond 1400 landerijen in da Pollum.
Tussen 't Zandt en Zijldijk lagen tientallen pollen van 1 à 2 meter hoogte, die omstreeks 1200 zijn opgeworpen. Een daarvan is opgegraven door de archeoloog Albert Egges van Giffen. Enkele hebben de ruilverkavelingen overleefd. De meeste van deze pollen werden waarschijnlijk bewoond; een aantal zal uitsluitend als toevluchtplaats voor het vee hebben gediend.

## Friesland en West-Friesland
In Friesland werden de zeven eilandjes of verhoogde erven waaruit het dorp Molkwerum is opgebouwd pôllen genoemd. Daarnaast worden eilandjes in het Friese merengebied vaak pôllen genoemd. Pôl betekent hier "een kleine, ronde hoogte i omringend laag land'. In Het Bildt liggen de polders Ooster en Wester Bildtpollen uit respectievelijk 1715 en 1754; buitendijks bij Marrum de Boerepollen of De Keegen en de Bokkepollen. De pôlhoeder was hier met het toezicht op de kwelders en het vee belast. Het toponiem De Polle komt verder voor te Rohel en Westhem. Daarvan afgeleid en Commissiepolle (Echten). Bij De Poel (Oosterwolde), De Poelen (Dronrijp) en Poelhuizen (Leeuwarden) gaat het echter om een watertoponiem.
Noord-Holland kent de buurtschap Poolland aan de Westfriese Omringdijk.

## Elders
De buurtschap De Pol bij Peize wordt vermeld in 1181 als Polle, in 1544 als op den Poell. De buurt Pol (Maasgouw) in Limburg wordt in 1398 vermeld als Polle.
Diverse kastelen zijn vernoemd naar de pol waarop ze zijn gebouwd, zoals De Pol en Pollenstein in Gelderland.